# Port-d'Envaux
Port-d'Envaux est une commune du sud-ouest de la France, située dans le département de la Charente-Maritime (région Nouvelle-Aquitaine).
Ses habitants sont appelés les Port-d'Envallois et les Port-d'Envalloises.
La commune appartient depuis 2011 au réseau « Villages de pierres et d'eau », label initié par le conseil général afin de promouvoir des sites exceptionnels présentant la particularité d'être situés au bord d'une étendue d'eau (mer, rivière, étang...).

## Géographie

### Localisation et accès
La commune de Port-d'Envaux se situe dans le centre du département de la Charente-Maritime, en région Nouvelle-Aquitaine, dans l'ancienne province de Saintonge. Appartenant au Midi atlantique, au cœur de l'arc atlantique, elle est partie intégrante du Grand Sud-Ouest français, et est également incluse dans le Grand Ouest.
Située au nord-ouest de Saintes, la commune de Port-d'Envaux est bordée par le fleuve Charente entièrement sur sa rive gauche.
Deux autoroutes traversent la commune et forment une jonction. Au sud-est de la commune passe l'A10 (ou E05) Bordeaux-Paris et sur la limite ouest l'A837 (ou E602), route Centre-Europe Atlantique Mâcon-Angoulême-Saintes-La Rochelle et en même temps autoroute des Estuaires Bordeaux-Nantes.

### Communes limitrophes
| Crazannes | Saint-Savinien | Taillebourg         |
| Plassay   | Port-d'Envaux  | Saint-Vaize         |
| Écurat    | Saintes        | Bussac-sur-Charente |

### Géologie et relief
Les sols sont siliceux et présentent le long de la Charente des alluvions modernes.

### Hydrographie
La commune est sur la rive gauche de la Charente, dont la rive convexe forme une zone inondable appelée la Prée.

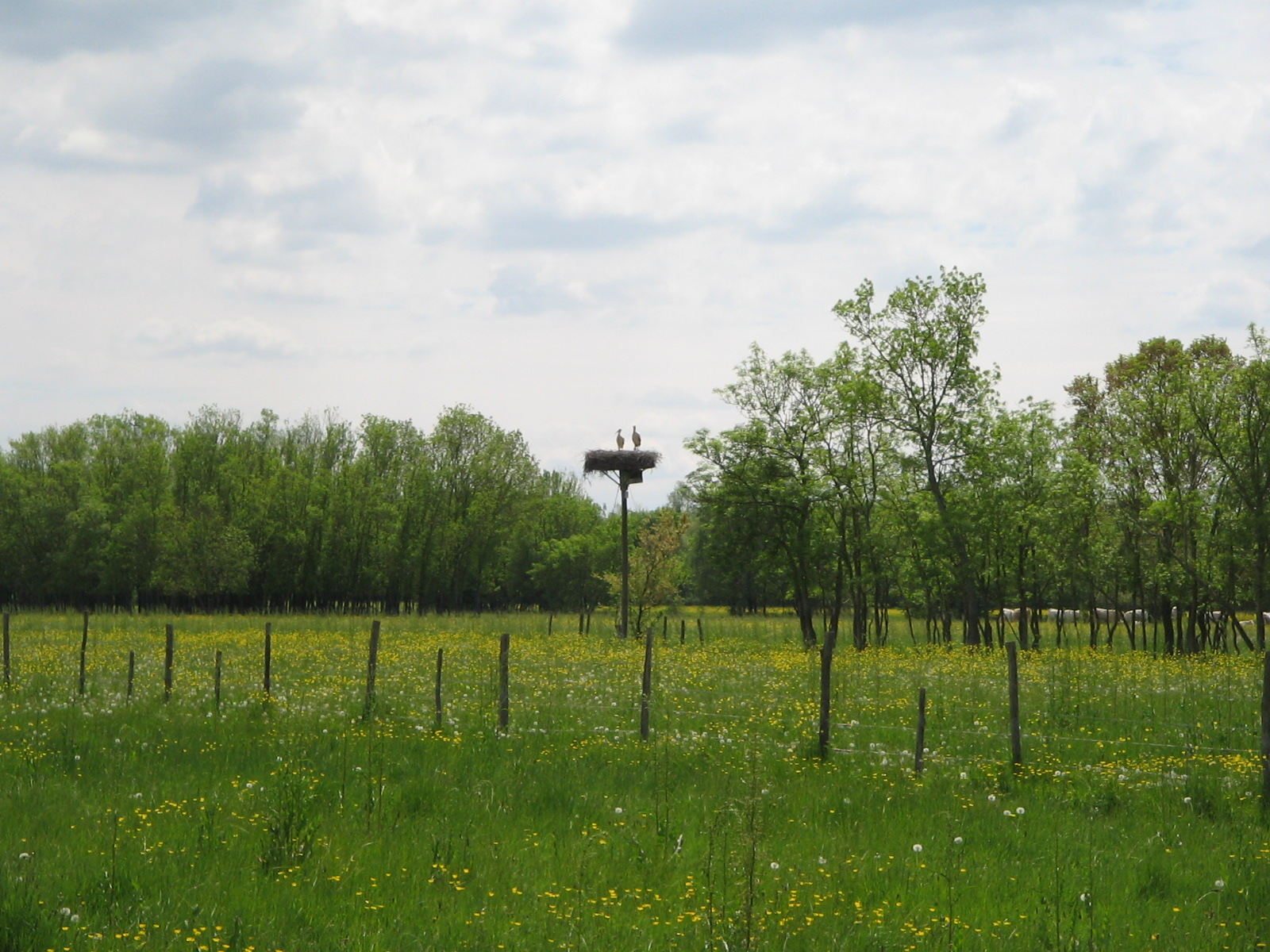
Une prairie à Port-d'Envaux en mai 2013.

### Végétation
Une grande partie ouest de la commune est boisée. On trouve en particulier le Bois du Sable.

## Urbanisme

### Typologie
Au 1er janvier 2024, Port-d'Envaux est catégorisée commune rurale à habitat dispersé, selon la nouvelle grille communale de densité à 7 niveaux définie par l'Insee en 2022.
Elle est située hors unité urbaine. Par ailleurs la commune fait partie de l'aire d'attraction de Saintes, dont elle est une commune de la couronne,. Cette aire, qui regroupe 62 communes, est catégorisée dans les aires de 50 000 à moins de 200 000 habitants,.

### Occupation des sols
L'occupation des sols de la commune, telle qu'elle ressort de la base de données européenne d’occupation biophysique des sols Corine Land Cover (CLC), est marquée par l'importance des territoires agricoles (63,7 % en 2018), en augmentation par rapport à 1990 (61,6 %). La répartition détaillée en 2018 est la suivante : forêts (35 %), terres arables (25,5 %), prairies (20,9 %), zones agricoles hétérogènes (17,3 %), zones urbanisées (1,1 %), zones industrielles ou commerciales et réseaux de communication (0,1 %). L'évolution de l’occupation des sols de la commune et de ses infrastructures peut être observée sur les différentes représentations cartographiques du territoire : la carte de Cassini (XVIIIe siècle), la carte d'état-major (1820-1866) et les cartes ou photos aériennes de l'IGN pour la période actuelle (1950 à aujourd'hui).

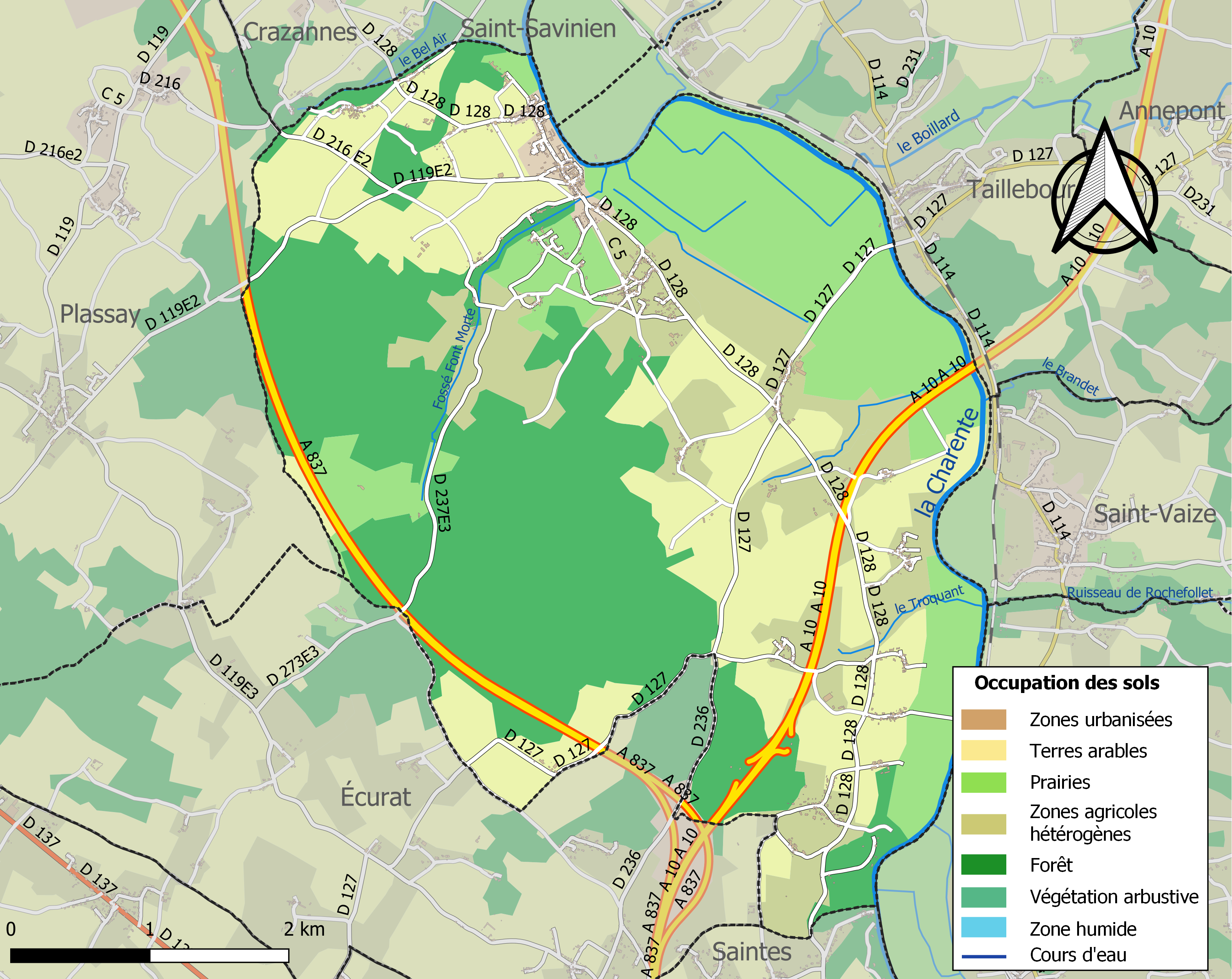
Carte des infrastructures et de l'occupation des sols de la commune en 2018 (CLC).

### Risques majeurs
Le territoire de la commune de Port-d'Envaux est vulnérable à différents aléas naturels : météorologiques (tempête, orage, neige, grand froid, canicule ou sécheresse), inondations, mouvements de terrains et séisme (sismicité modérée). Il est également exposé à un risque technologique,  le transport de matières dangereuses. Un site publié par le BRGM permet d'évaluer simplement et rapidement les risques d'un bien localisé soit par son adresse soit par le numéro de sa parcelle.

#### Risques naturels

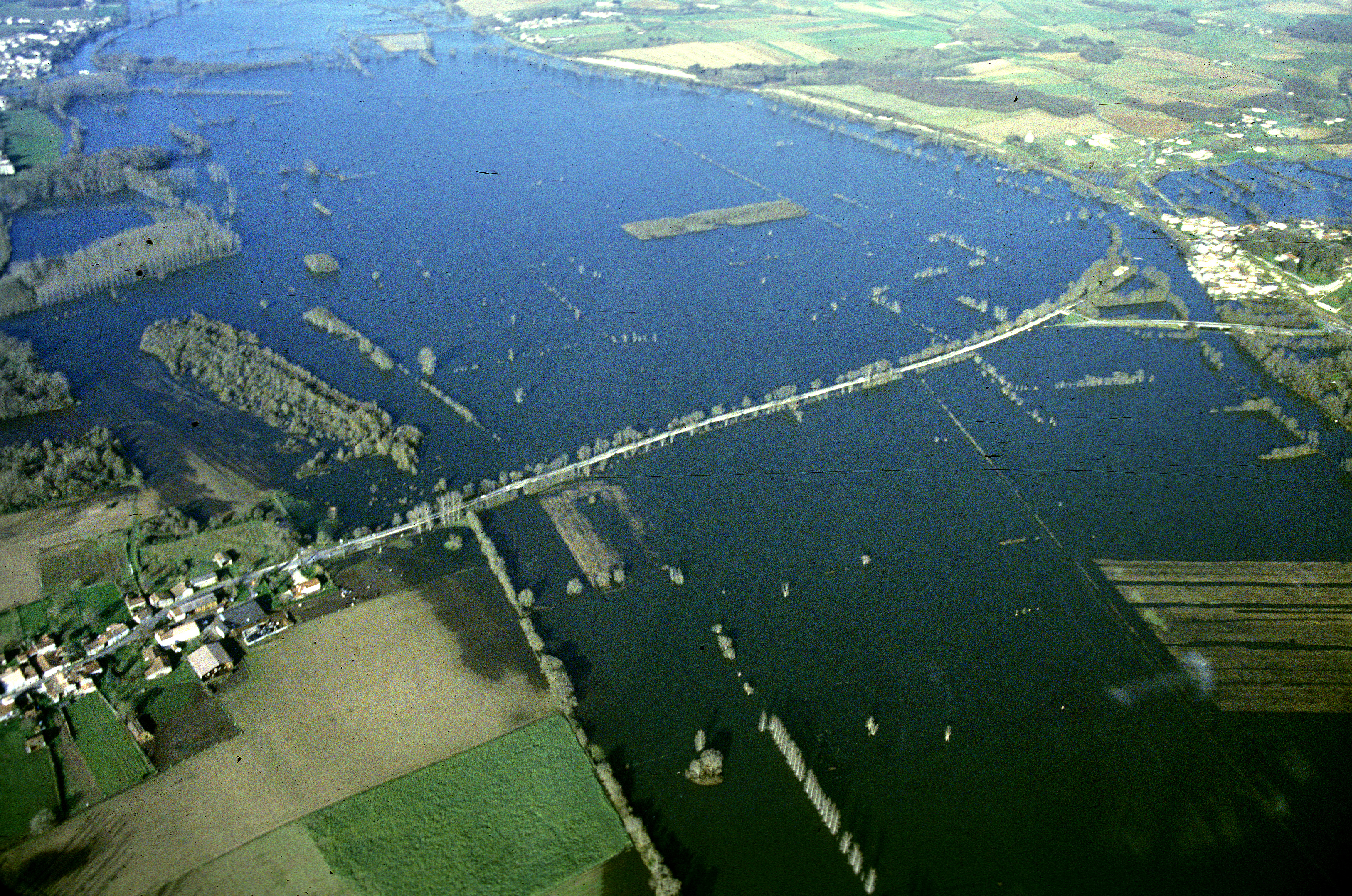
Le fleuve Charente en crue entre le hameau de Saint-James et le village voisin de Taillebourg. On voit clairement la chaussée surélevée qui double la route départementale 127 et qui permet de maintenir une circulation entre les deux rives du fleuve.

Certaines parties du territoire communal sont susceptibles d’être affectées par le risque d’inondation par débordement de cours d'eau, notamment la Charente,  et par submersion marine. La commune a été reconnue en état de catastrophe naturelle au titre des dommages causés par les inondations et coulées de boue survenues en 1982, 1993, 1999, 2010, 2019 et 2021,.

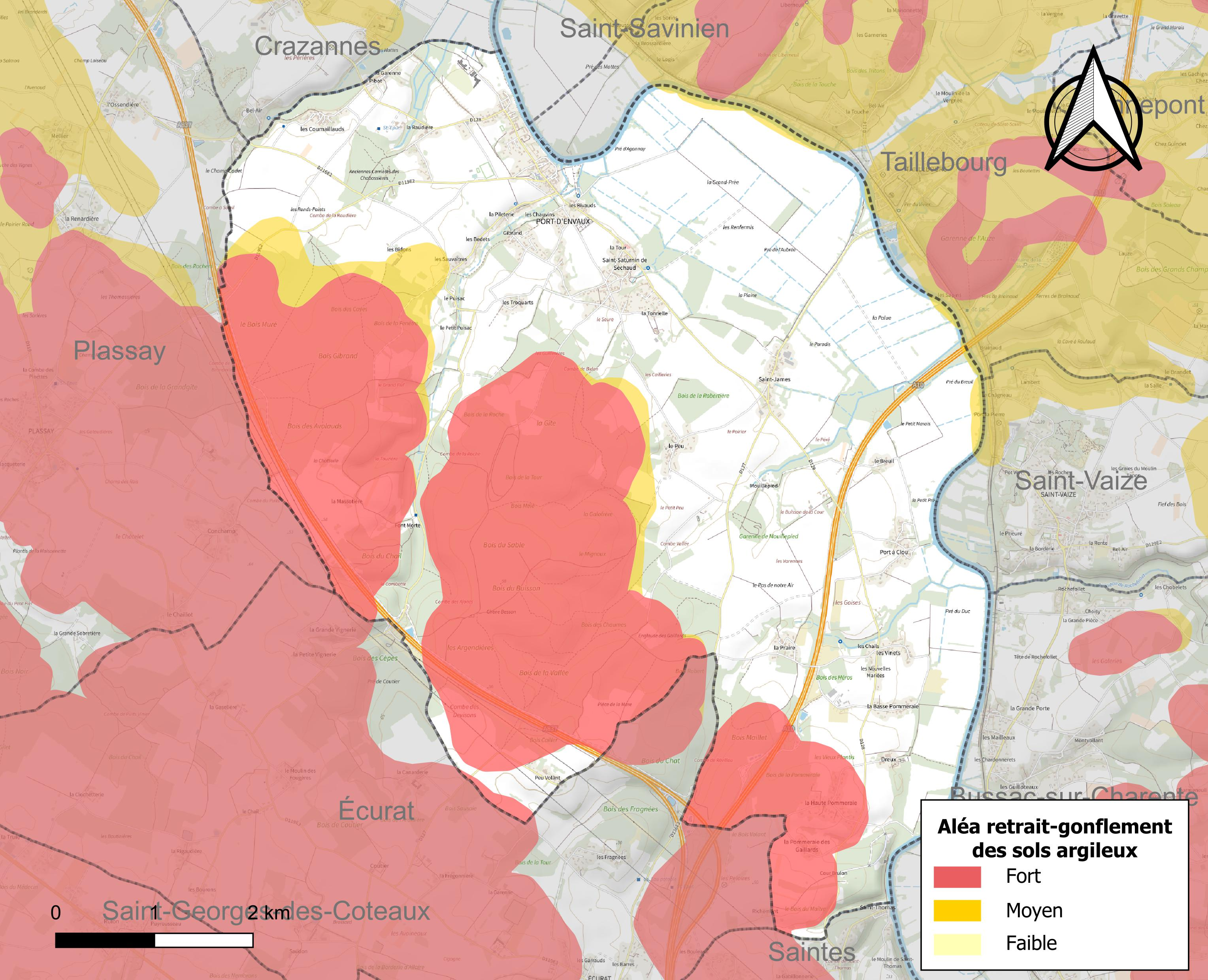
Carte des zones d'aléa retrait-gonflement des sols argileux de Port-d'Envaux.

Les mouvements de terrains susceptibles de se produire sur la commune sont des affaissements et effondrements liés aux cavités souterraines (hors mines) et des tassements différentiels. Par ailleurs, afin de mieux appréhender le risque d’affaissement de terrain, l'inventaire national des cavités souterraines permet de localiser celles situées sur la commune.
Le retrait-gonflement des sols argileux est susceptible d'engendrer des dommages importants aux bâtiments en cas d’alternance de périodes de sécheresse et de pluie. 36,7 % de la superficie communale est en aléa moyen ou fort (54,2 % au niveau départemental et 48,5 % au niveau national). Sur les 654 bâtiments dénombrés sur la commune en 2019,  43 sont en aléa moyen ou fort, soit 7 %, à comparer aux 57 % au niveau départemental et 54 % au niveau national. Une cartographie de l'exposition du territoire national au retrait gonflement des sols argileux est disponible sur le site du BRGM,.
Par ailleurs, afin de mieux appréhender le risque d’affaissement de terrain, l'inventaire national des cavités souterraines permet de localiser celles situées sur la commune.
Concernant les mouvements de terrains, la commune a été reconnue en état de catastrophe naturelle au titre des dommages causés par la sécheresse en 1989, 1991 et 2005 et par des mouvements de terrain en 1999 et 2010.

#### Risques technologiques
Le risque de transport de matières dangereuses sur la commune est lié à sa traversée par une ou des infrastructures routières ou ferroviaires importantes ou la présence d'une canalisation de transport d'hydrocarbures. Un accident se produisant sur de telles infrastructures est susceptible d’avoir des effets graves sur les biens, les personnes ou l'environnement, selon la nature du matériau transporté. Des dispositions d’urbanisme peuvent être préconisées en conséquence.

## Toponymie
De Port, ainsi que la contraction de la préposition en + vau, soit « le port dans la vallée ».
Sous l'Ancien Régime et en 1794, la commune se nommait Saint-Saturnin-des-Échauds ou Saint-Saturnin-de-Séchaud. Entre-temps, elle a été renommée pendant la période révolutionnaire sous le nom de Port-d'Envaux. En 1801, elle devient Port-d'Envaux-de-Saint-Saturnin-des-Échauds puis en 1853 reprend son appellation actuelle de Port-d'Envaux.

## Histoire
Une épave (mérovingienne ?) est attestée au fond du fleuve Charente sur le territoire de la commune.

## Administration

### Liste des maires
| Période                                  | Période  | Identité         | Étiquette | Qualité                                                |
| ---------------------------------------- | -------- | ---------------- | --------- | ------------------------------------------------------ |
| 1984                                     | En cours | Sylvain Barreaud | SE        | Cadre supérieur Président de la Communauté de Communes |
| Les données manquantes sont à compléter. |          |                  |           |                                                        |

### Région
À la suite de la réforme administrative de 2014 ramenant le nombre de régions de France métropolitaine de 22 à 13, la commune appartient depuis le 1er janvier 2016 à la région Nouvelle-Aquitaine, dont la capitale est Bordeaux. De 1972 au 31 décembre 2015, elle a appartenu à la région Poitou-Charentes, dont le chef-lieu était Poitiers.

## Démographie

### Évolution démographique
L'évolution du nombre d'habitants est connue à travers les recensements de la population effectués dans la commune depuis 1793. Pour les communes de moins de 10 000 habitants, une enquête de recensement portant sur toute la population est réalisée tous les cinq ans, les populations de référence des années intermédiaires étant quant à elles estimées par interpolation ou extrapolation. Pour la commune, le premier recensement exhaustif entrant dans le cadre du nouveau dispositif a été réalisé en 2004.

En 2022, la commune comptait 1 170 habitants, en évolution de +0,95 % par rapport à 2016 (Charente-Maritime : +4,04 %, France hors Mayotte : +2,11 %).
| 1793  | 1800  | 1806  | 1821  | 1831  | 1836  | 1841  | 1846  | 1851  |
| ----- | ----- | ----- | ----- | ----- | ----- | ----- | ----- | ----- |
| 1 343 | 1 495 | 1 405 | 1 360 | 1 482 | 1 448 | 1 480 | 1 536 | 1 493 |

| 1856  | 1861  | 1866  | 1872  | 1876  | 1881  | 1886  | 1891  | 1896  |
| ----- | ----- | ----- | ----- | ----- | ----- | ----- | ----- | ----- |
| 1 452 | 1 442 | 1 404 | 1 370 | 1 285 | 1 320 | 1 307 | 1 333 | 1 266 |

| 1901  | 1906  | 1911  | 1921  | 1926  | 1931  | 1936  | 1946  | 1954 |
| ----- | ----- | ----- | ----- | ----- | ----- | ----- | ----- | ---- |
| 1 312 | 1 319 | 1 219 | 1 108 | 1 133 | 1 047 | 1 012 | 1 022 | 917  |

| 1962 | 1968  | 1975 | 1982  | 1990  | 1999 | 2004 | 2006 | 2009  |
| ---- | ----- | ---- | ----- | ----- | ---- | ---- | ---- | ----- |
| 928  | 1 029 | 905  | 1 003 | 1 028 | 991  | 949  | 961  | 1 091 |

| 2014  | 2019  | 2022  | - | - | - | - | - | - |
| ----- | ----- | ----- | - | - | - | - | - | - |
| 1 138 | 1 147 | 1 170 | - | - | - | - | - | - |

## Personnalités liées à la commune
- Pierre Barthélemy Amable Honoré Gallocheau (1755-1826), homme politique.
- Antoine Bourreau de Beauséjour (1771-1855), homme politique.
- Jean-Baptiste Morraglia (1890-1965), résistant et général.
- Vincent La Soudière (né à Port-d'Envaux en 1939).

## Héraldique
| Blason | Blasonnement : D’argent au bateau de gueules, les voiles ferlées d’azur, pavillonné aux couleurs de la France, voguant sur une mer du champ agitée d’azur et de sable, au soleil d’or mouvant de l’angle dextre du chef. Commentaires : Le statut officiel du blason reste à déterminer. |

## Lieux et monuments
- Le château de Panloy : château remis au goût du jour en 1760, sous Louis XV en conservant les inspirations Renaissance de l'ancien château construit aux alentours de 1537 et son parc au préinventaire des jardins remarquables[23],[24].
- Le château de Mouillepied.
- Le château de la Prévoté.
- Le château de la Tour.
- Le château du Priousté.
- Le logis des Chauvins.
- Motte, au lieu-dit le Bois des Caves, signalée par M.-P. Baudry et recensée par C. Redien-Laire, et dont le toponyme laisse suggérer l'existence de cavités souterraines[25].
- Aire du Pré Valade.
- L'église Saint-Saturnin, dont la partie la plus ancienne remonte au début du XIIe siècle, a subi de multiples remaniements[26]. Elle a été fortifiée par construction d'une chambre haute munie d'archères[réf. nécessaire].
- La laiterie et fromagerie industrielles (caséinerie) de Port-d'Envaux, située au lieu-dit Coumaillauds, a été créée en 1893.
- Trois porcheries, construites respectivement en 1928, 1930 et 1934, permettaient la valorisation du petit-lait sur place. Ce site fait l'objet d'une étude pour intégrer la liste du patrimoine industriel.
- Les Lapidiales : situées dans le prolongement des carrières de pierre de Crazannes, ces falaises accueillent depuis 2001 des artistes sculpteurs du monde entier, qui taillent leurs œuvres à même les parois[27]. Autour de différents thèmes : Passe le temps…, Terre, planète vie, De l’abîme à l'azur, L'imaginaire du fleuve, Dans le ventre du monde, Le monument aux morts pour rien …

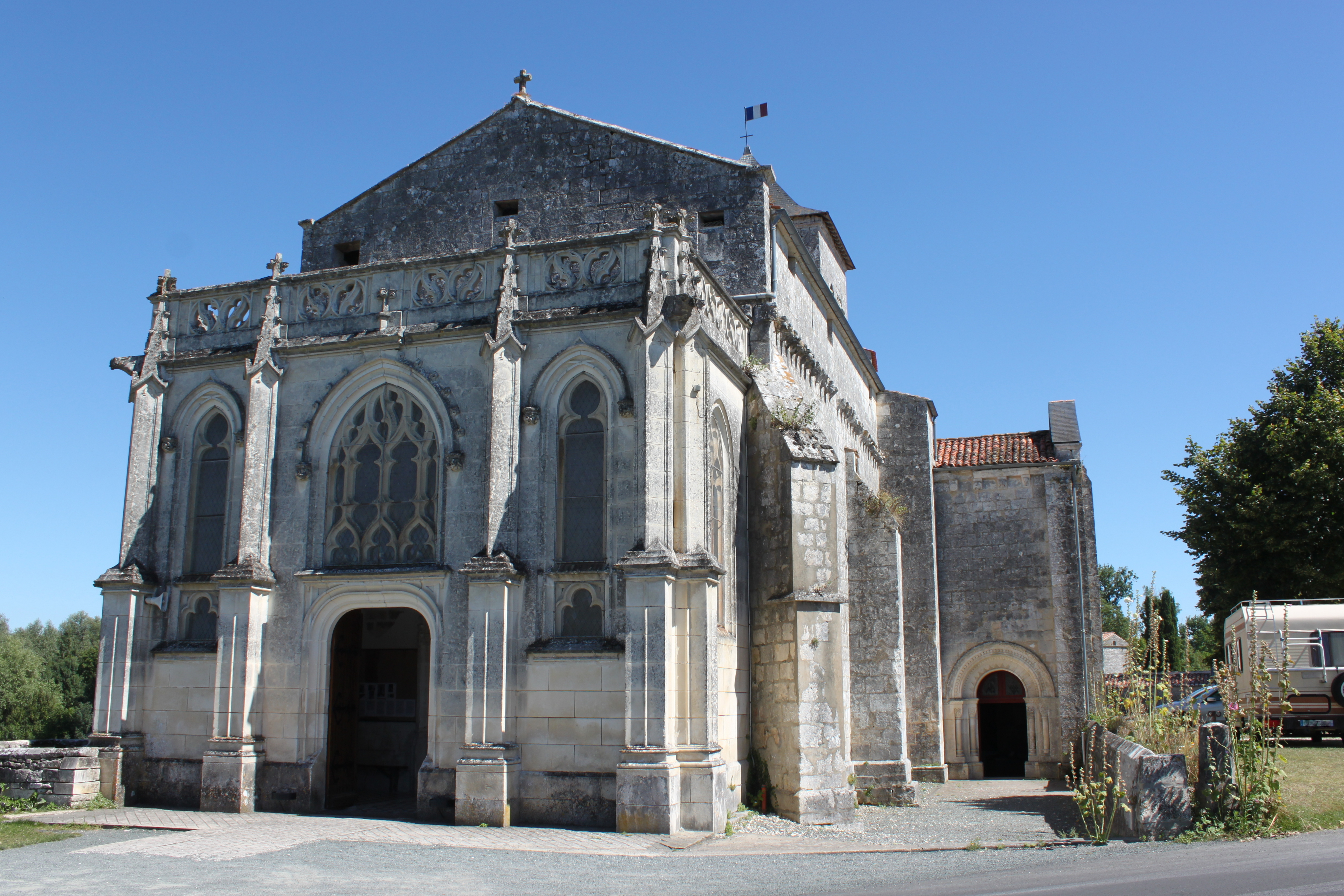
L'église Saint-Saturnin, portail nord.
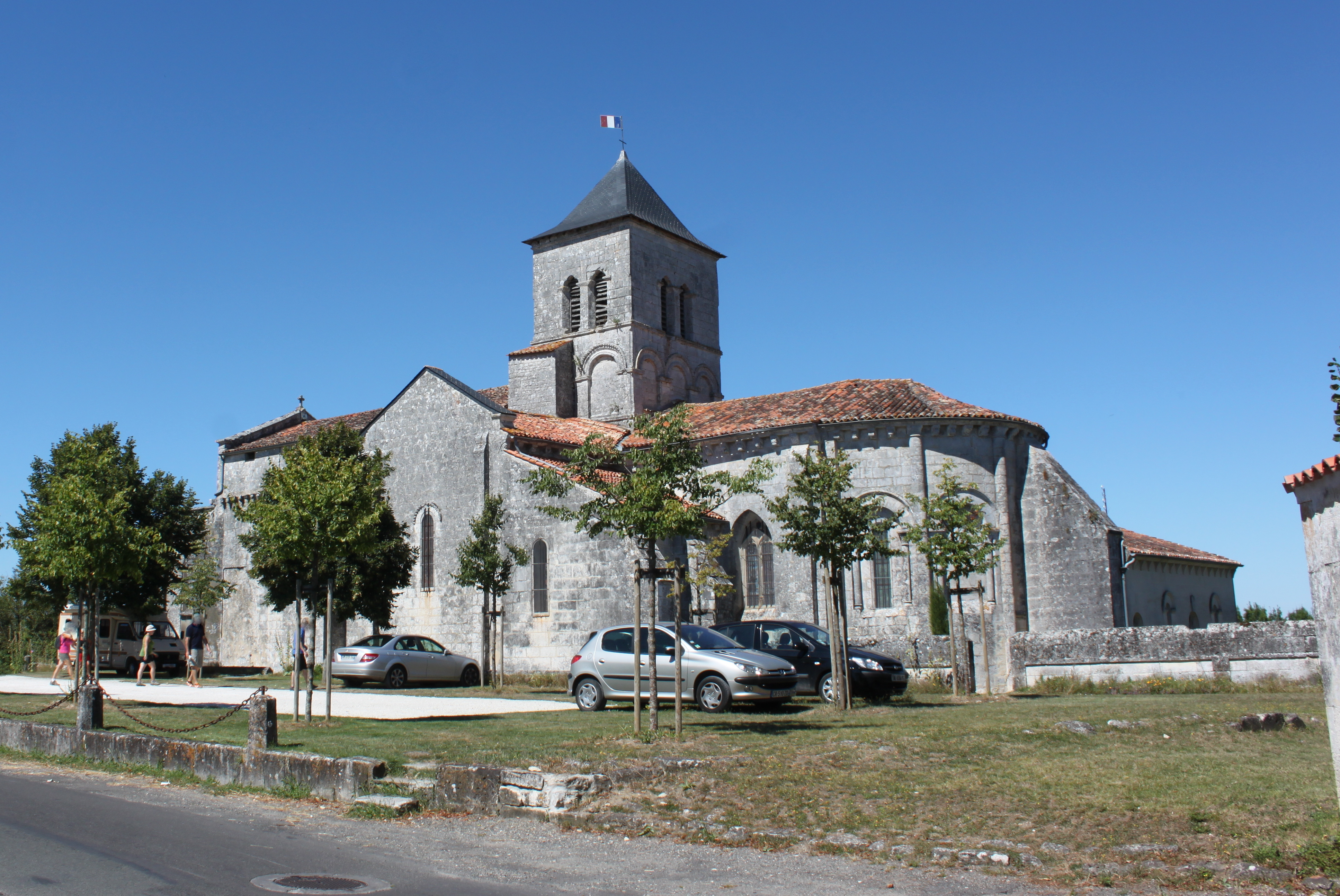
Vue ouest.
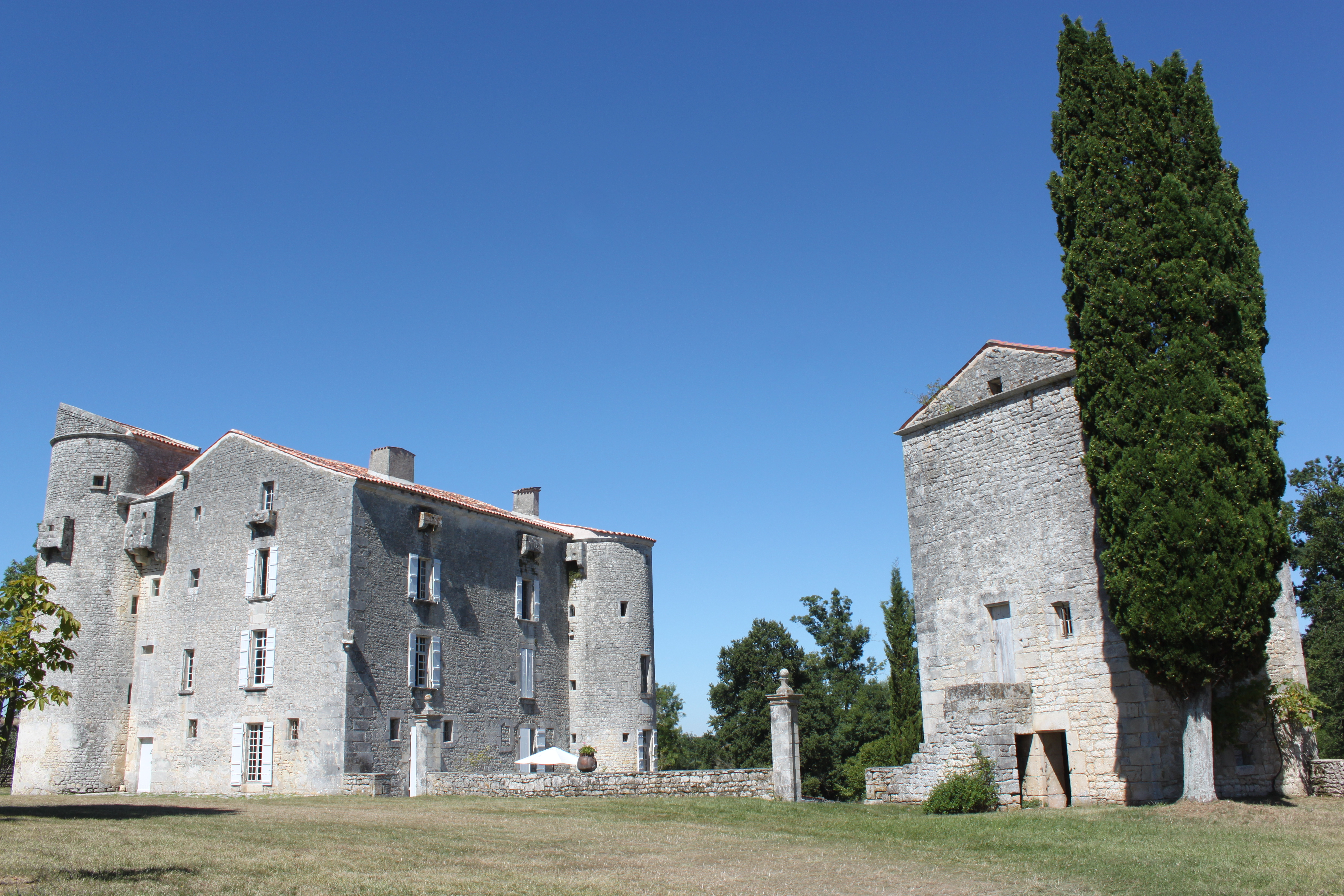
La prévoté de Saint-Saturnin.
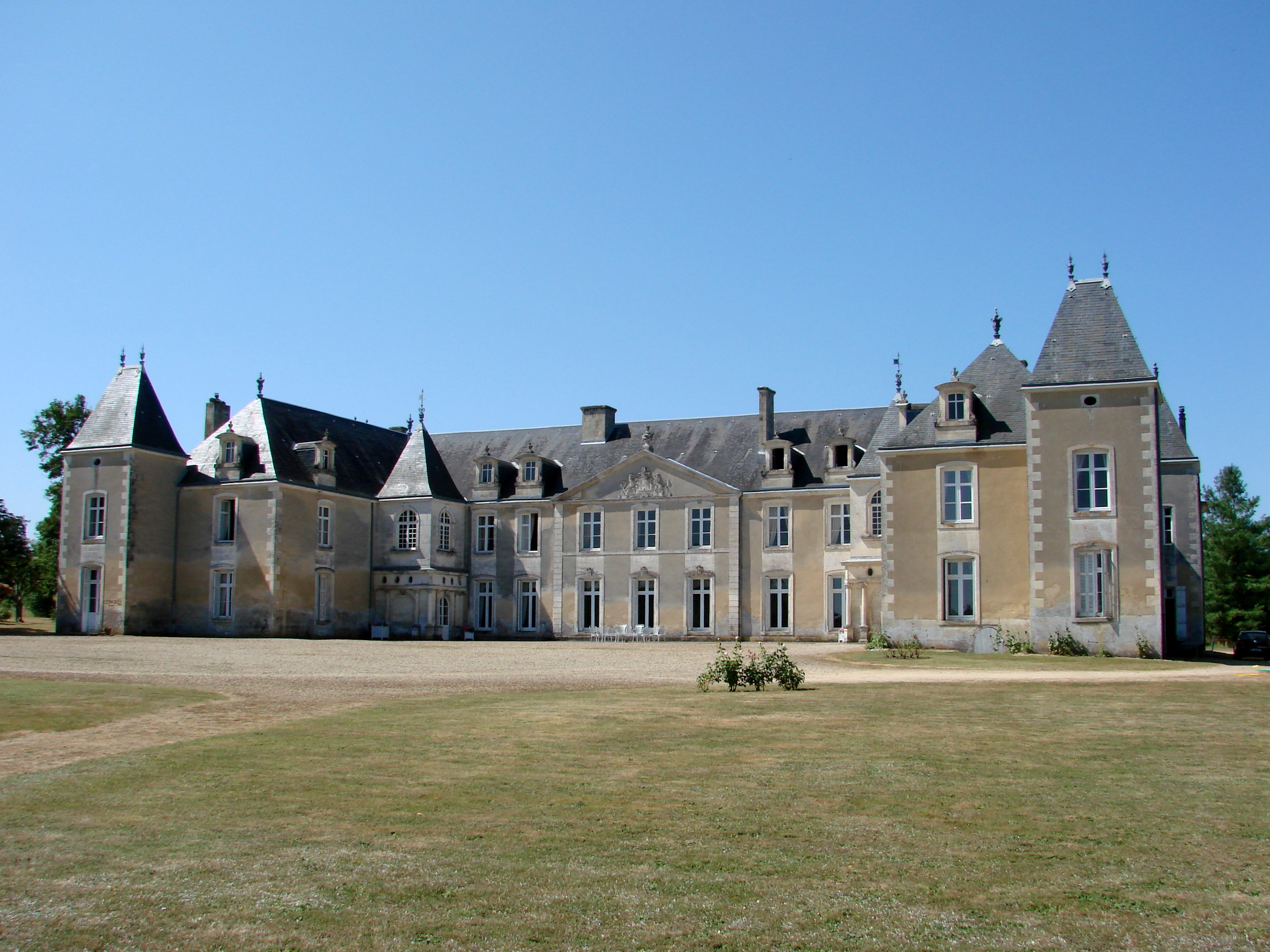
Le château de Panloy.
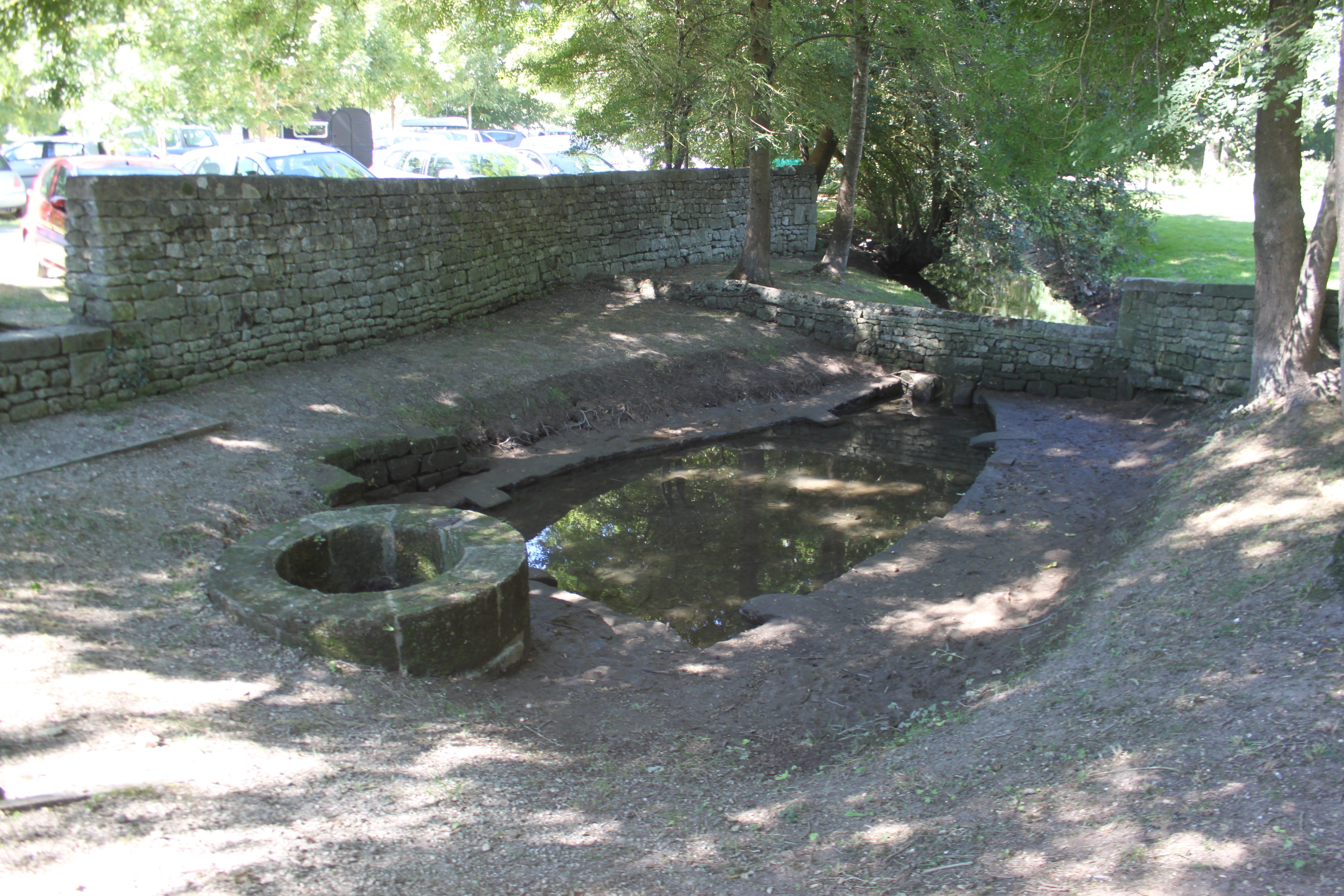
Le lavoir du Pré Valade.
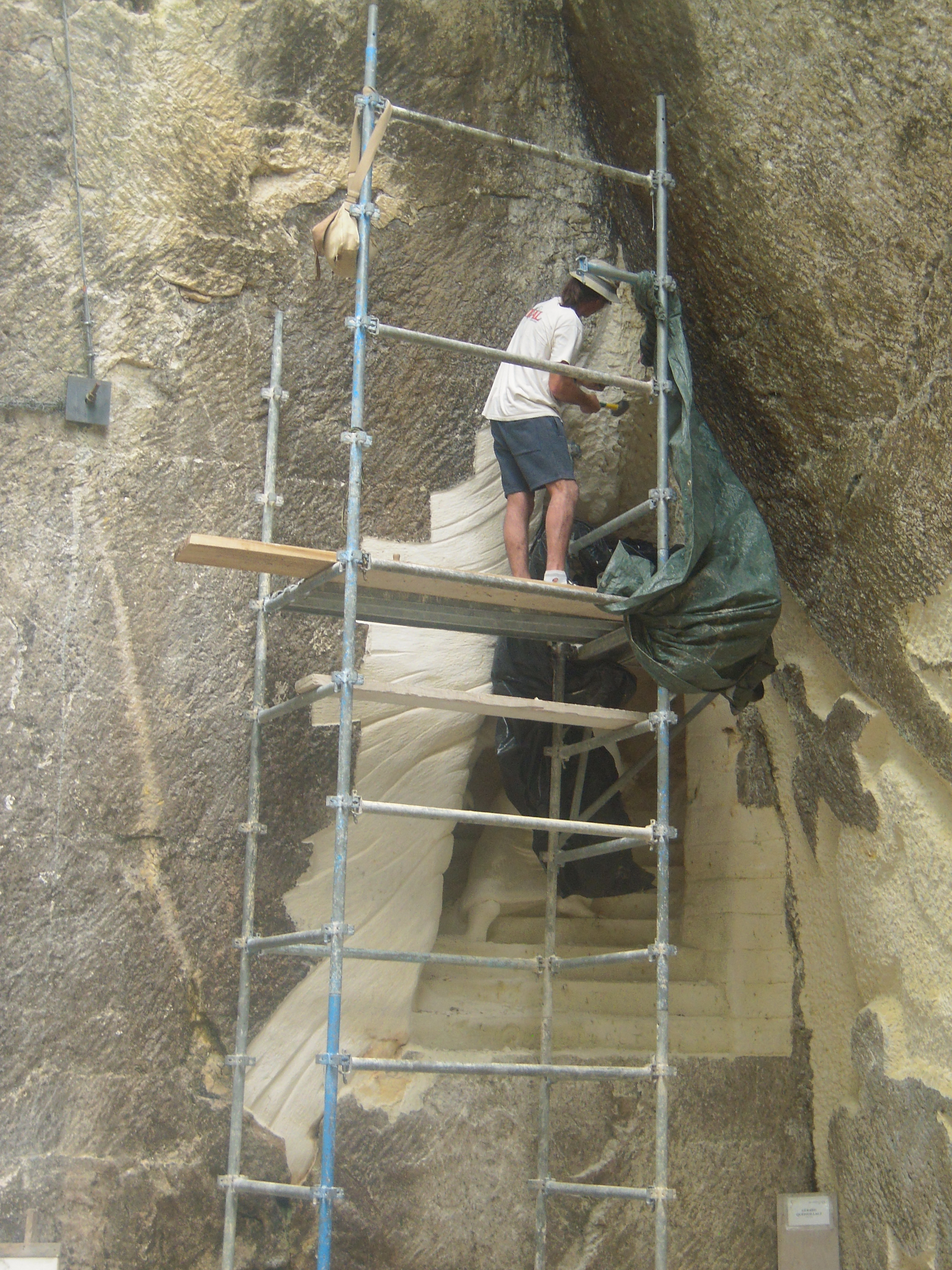
Artistes sculpteurs.
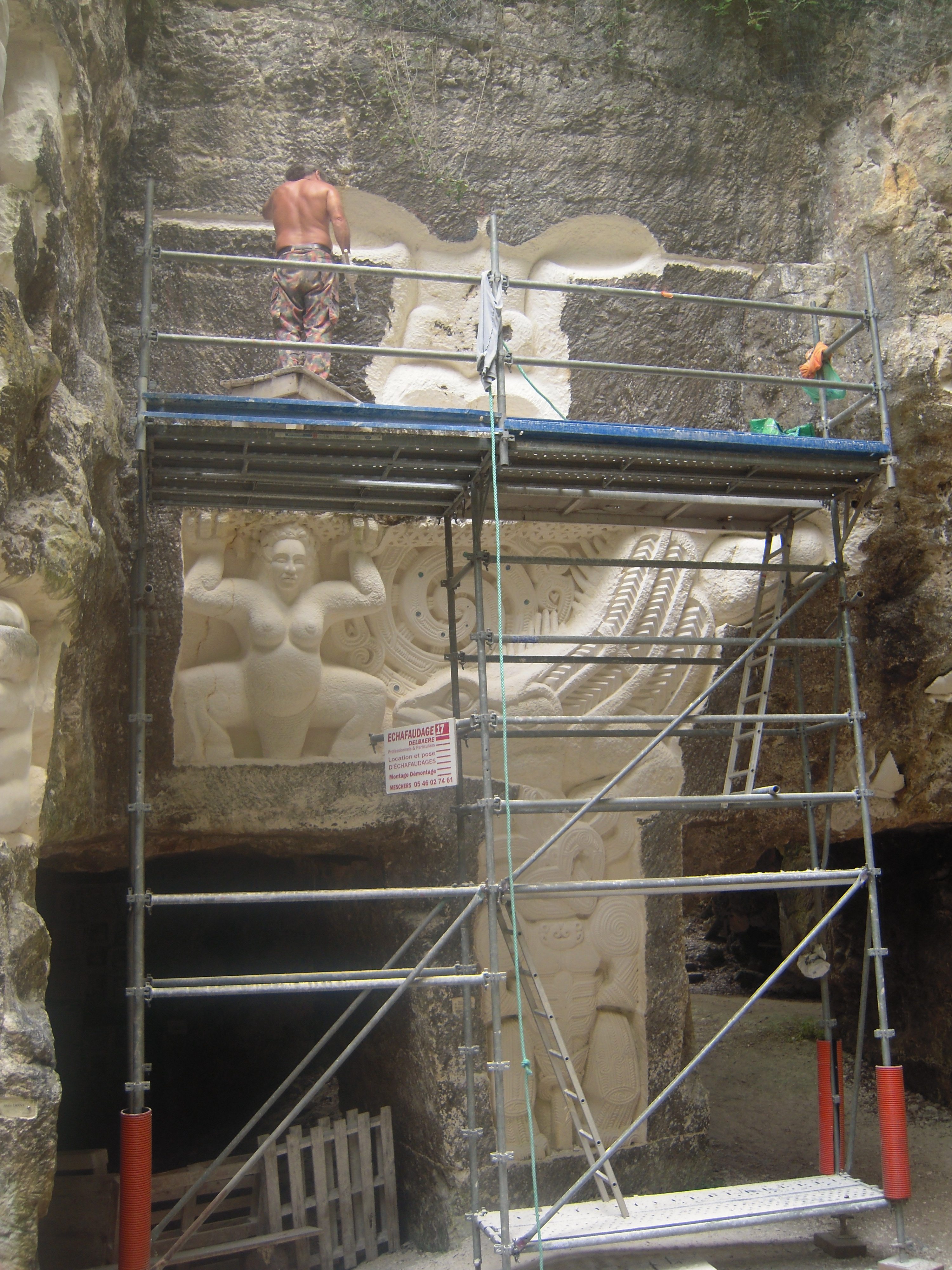
Aux Lapidiales 2013.